# Псалом 19
Девятна́дцатый псало́м — 19-й благодарственный псалом из книги Псалтирь (20-й в масоретской нумерации). Известен по латинскому инципиту Exaudiat te Dominus in die tribulationis, «Услышитъ тя Господь въ день печали».
Представляет собой молитву о Божьем благословении и победе в предстоящем сражении. Содержанием напоминает военный гимн, при этом молящиеся уповают не на колесницы и коней, а на имя Господне. Псалом демонстрирует веру Израиля в то, что всеми своими победами он обязан Богу.
Текст 19-го псалма тесно связан по смыслу со следующим 20-м псалмом, представляющим собой благодарение за совершившуюся победу в битве.
Относят к «царским» псалмам. Кроме того, часть христиан признаёт его прообразовательным «мессианским» псалмом (например, такого мнения придерживался «король проповедников» Чарльз Сперджен). С мессианской точки зрения, по мнению Сперджена, этот псалом представляет собой молитву древней Церкви о спасении Иисуса Христа, как Помазанника Божьего, подвизающимся за неё великим и славным подвигом — крестной смертью.
Этот псалом особенно проникновенно и убедительно излагает догматическое учение о Божьем промышлении. Упование псалмопевца на Божий промысел даёт миллионам людей душевный мир и духовную энергию для жизненной борьбы и страдания.

## Контекст
Автором псалма считают Давида, что подтверждается надписанием.
Согласно Втор. 20:1—4 перед битвой военачальники и воины посвящали себя Господу. Совершали особый ритуал, включающий жертвоприношение и особую молитву (сравните с 1Цар. 7:7—9 и 13:8, 9). Вероятно, 19-й псалом в той или иной степени отражает этот ритуал.
В некоторых библейских справочных изданиях озвучена версия, что в псалмах 19—20 Давид молится перед и после завоевания Раввы аммонитской (ныне — город Амман, столица Иордании). Эти события описаны в 2Цар. 12:27—31. Штурм Раввы был завершающим этапом операции, которую провёл Иоав, полководец Давида.

## Содержание
Первая часть псалма (стихи 2—6) представляет собой пересказ молитвы народа о царе. Во второй части (стихи 7—9) царь-полководец ободряет народ и выражает уверенность, что Господь на стороне Своего помазанника. Наконец, заключительный 10-й стих представляет собой повтор молитвы народа (возможно, с участием царя) о помощи.
Стихи 2—6
Народ молится о том, чтобы Бог ответил на молитвы Давида и защитил его. Причём (исходя из стихов 6, 8) речь идёт не только о защите царя и воинов, но и о славе Господа. Упоминание в начале молитвы о «дне печали» (подразумевается время сражения) перекликается с указанием «когда будем взывать к тебе» в последней строке.
Фраза «с Сиона» в 3-м стихе находит параллель в 7-м стихе «со святых небес». Давид переместил ковчег Завета, чтобы Бог обитал среди народа Своего во всей полноте Своей небесной славы, могущества и благодати.
В 4-м стихе звучит прошение о том, чтобы Бог благосклонно вспомнил все прежние жертвоприношения, в том числе, возможно, и сделанное непосредственно перед битвой. «Тучная жертва» — это свидетельство благочестия того, кто приносил её, потому что он жертвовал чем-то ценным.
В 5-м стихе звучит прошение об исполнении намерения Давида, то есть о победе в битве.
Стихи 7—9
Резкое изменение тона молитвы в 7-м стихе из скорбного и просительного на торжественно-хвалебный говорит, что молящийся понял, молитва — услышана. Давид провозглашает будущую победу, причём говорит об этом не в будущем, а в настоящем времени, что подчёркивает его уверенность.
При этом военное преимущество, очевидно, было на стороне противников-аммонитян, они могли хвалиться большим количеством коней и боевых колесниц. Однако в 8-м стихе Давид провозглашает главный отличительный признак священной войны народа Божьего — евреи хвалятся не вооружением, а именем Божьим. Поэтому враги «поколебались и пали», о чём помимо прочего, провозглашает 9-й стих, а также свидетельствует следующий, 20-й, псалом.
Стих 10
В 10-м стихе звучат заключительные слова молитвы о царе и о победе.

## Богослужебное использование
Православие
19-й псалом поют на утрене Двупсалмии, всенощном бдении, во время Великого поста, в Богоявление, в Благовещение на утрени. Отдельные стихи псалма поют по разным случаям.
Иудаизм
19-й псалом произносят в конце утреннего богослужения, в Слихот, в покаянных молитвах поста понедельника и четверга. Также псалом зачитывают над роженицей для защиты от злых духов.
Католицизм
По уставу святого Бенедикта, 19-й псалом пели на Prima (в первый час, см. Литургия часов) в субботу.

## Использование
На текст из 19-го псалма Жан Мутон составил мотет Domine salvum fac regem («Господи, спаси короля»). Мотет исполняли как королевский гимн во Франции до Великой французской революции. После завоевания Квебека католическое население начало петь его молитву за британского монарха, а оттуда эта традиция распространилась на католиков в Англии, где её пели в конце основной мессы в воскресенье до литургических реформ 1969 года.

## Комментарии
1. ↑  Например, «Толкование ветхозаветных книг от Первой Книги Царств по Книгу Песни Песней»[11], Толковая Библия или комментарий на все книги Св. Писания Ветхого и Нового Завета под редакцией А. П. Лопухина[12].